# Pyxicephalus obbianus
Pyxicephalus obbianus és una espècie de granota que viu a Somàlia.
Està amenaçada d'extinció per la pèrdua del seu hàbitat natural.